# ATP Challenger Münster
Der ATP Challenger Münster (offiziell: Münster Challenger) war ein Tennisturnier, das 1987 bis 1988 jährlich in Münster, Nordrhein-Westfalen, stattfand. Es gehörte zur ATP Challenger Tour und wurde in der Halle auf Teppich gespielt.

## Liste der Sieger

### Einzel
| Jahr | Sieger        | Finalgegner      | Ergebnis |
| ---- | ------------- | ---------------- | -------- |
| 1988 | Michael Stich | Alexander Wolkow | 6:3, 6:3 |
| 1987 | Eric Jelen    | Jan Gunnarsson   | 6:4, 7:6 |

### Doppel
| Jahr | Sieger                            | Finalgegner               | Ergebnis      |
| ---- | --------------------------------- | ------------------------- | ------------- |
| 1988 | Alexander Wolkow Andrei Olchowski | Rolf Hertzog Goran Prpić  | 6:2, 6:0      |
| 1987 | Karel Nováček Marián Vajda        | Alex Antonitsch Tony Mmoh | 4:6, 7:6, 7:6 |